# Alasmidonta
Alasmidonta es un género de molusco bivalvo  de la familia Unionidae.

## Especies
Las especies de este género son:
- Alasmidonta arcula
- Alasmidonta atropurpurea
- Alasmidonta calceolus
- Alasmidonta heterodon
- Alasmidonta marginata
- Alasmidonta mccordi
- Alasmidonta minor
- Alasmidonta raveneliana
- Alasmidonta robusta
- Alasmidonta triangulata
- Alasmidonta undulata
- Alasmidonta varicosa
- Alasmidonta viridis
- Alasmidonta wrightiana